# Giải vô địch bóng đá nữ U-20 châu Phi
Giải vô địch bóng đá nữ U-20 châu Phi (tiếng Anh: African U-20 Cup of Nations for Women) là giải bóng đá tổ chức bởi Liên đoàn bóng đá châu Phi (CAF) dành cho các đội tuyển bóng đá nữ U-20 quốc gia của châu lục này. Giải đóng vai trò vòng loại Giải vô địch bóng đá nữ U-20 thế giới.
Ở hai kì giải đầu tiên trận chung kết được tổ chức để xác định suất duy nhất dự World Cup U-19 nữ. Từ 2006 trở đi CAF được trao thêm một suất nữa nên giải chỉ dừng tại vòng bán kết. Các trận đấu thi đấu theo thể thức loại trực tiếp sân khách-sân nhà nên không có quốc gia nào đăng cai.

## Kết quả

### Giải vô địch bóng đá nữ U-19 châu Phi
| 2002 Chi tiết | Đá sân nhà sân khách | · Nigeria | 6–0 3–2 | · Nam Phi | · Trung Phi  | · Maroc           |
| 2004 Chi tiết | Đá sân nhà sân khách | · Nigeria | 1–0 0–0 | · Nam Phi | · CHDC Congo | · Guinea Xích Đạo |

### Vòng loại giải vô địch bóng đá nữ U-20 thế giới khu vực châu Phi
| 2006 Chi tiết | sân nhà sân khách | · CHDC Congo | không thi đấu 1       | · Guinea Xích Đạo | · Nigeria | không thi đấu 2 | n/a          |
| 2008 Chi tiết | sân nhà sân khách | · CHDC Congo | 1 – 3 2 – 0           | · Nam Phi         | · Nigeria | 3 – 2 2 – 0     | · Ghana      |
| 2010 Chi tiết | sân nhà sân khách | · Ghana      | 2 – 0 3 – 0           | · CHDC Congo      | · Nigeria | 5 – 3 7 – 0     | · Nam Phi    |
| 2012 Chi tiết | sân nhà sân khách | · Ghana      | 3 – 1 4 – 1           | · Tunisia         | · Nigeria | 4 – 0 3 – 0     | · CHDC Congo |
| 2014 Chi tiết | sân nhà sân khách | · Ghana      | 0 – 1 1 – 0 (4 – 3 p) | · Guinea Xích Đạo | · Nigeria | 6 – 0 1 – 0     | · Nam Phi    |
| 2015 Chi tiết | sân nhà sân khách | · Ghana      | 2 – 2 4 – 0           | · Ethiopia        | · Nigeria | 2 – 1 1 – 0     | · Nam Phi    |
| 2018 Chi tiết | sân nhà sân khách | · Ghana      | 1 – 1 3 – 0           | · Cameroon        | · Nigeria | 2 – 0 6 – 0     | · Nam Phi    |
| 2022 Chi tiết | sân nhà sân khách | · Ghana      | 3 – 1 2 – 1           | · Ethiopia        | · Nigeria | 3 – 1 4 – 1     | · Sénégal    |
| 2024 Chi tiết | sân nhà sân khách |              |                       |                   |           |                 |              |
| 2026 Chi tiết | sân nhà sân khách |              |                       |                   |           |                 |              |

1. ^  Guinea Xích Đạo bỏ cuộc.
2. ^  Cả hai đội bóng tại tứ kết đều bị ban tổ chức loại khỏi giải.

## Các đội đạt thành tích cao
| Tên       | Vô địch  | Á quân   | Hạng ba  | Hạng tư |
| --------- | -------- | -------- | -------- | ------- |
| Nigeria   | 1 (2002) |          |          |         |
| Nam Phi   |          | 1 (2002) |          |         |
| Trung Phi |          |          | 1 (2002) |         |
| Maroc     |          |          | 1 (2002) |         |